# Aulocyathus recidivus
Espèce
Statut CITES
Aulocyathus recidivus est une espèce de coraux appartenant à la famille des Caryophylliidae.